# Special Purpose Dexterous Manipulator

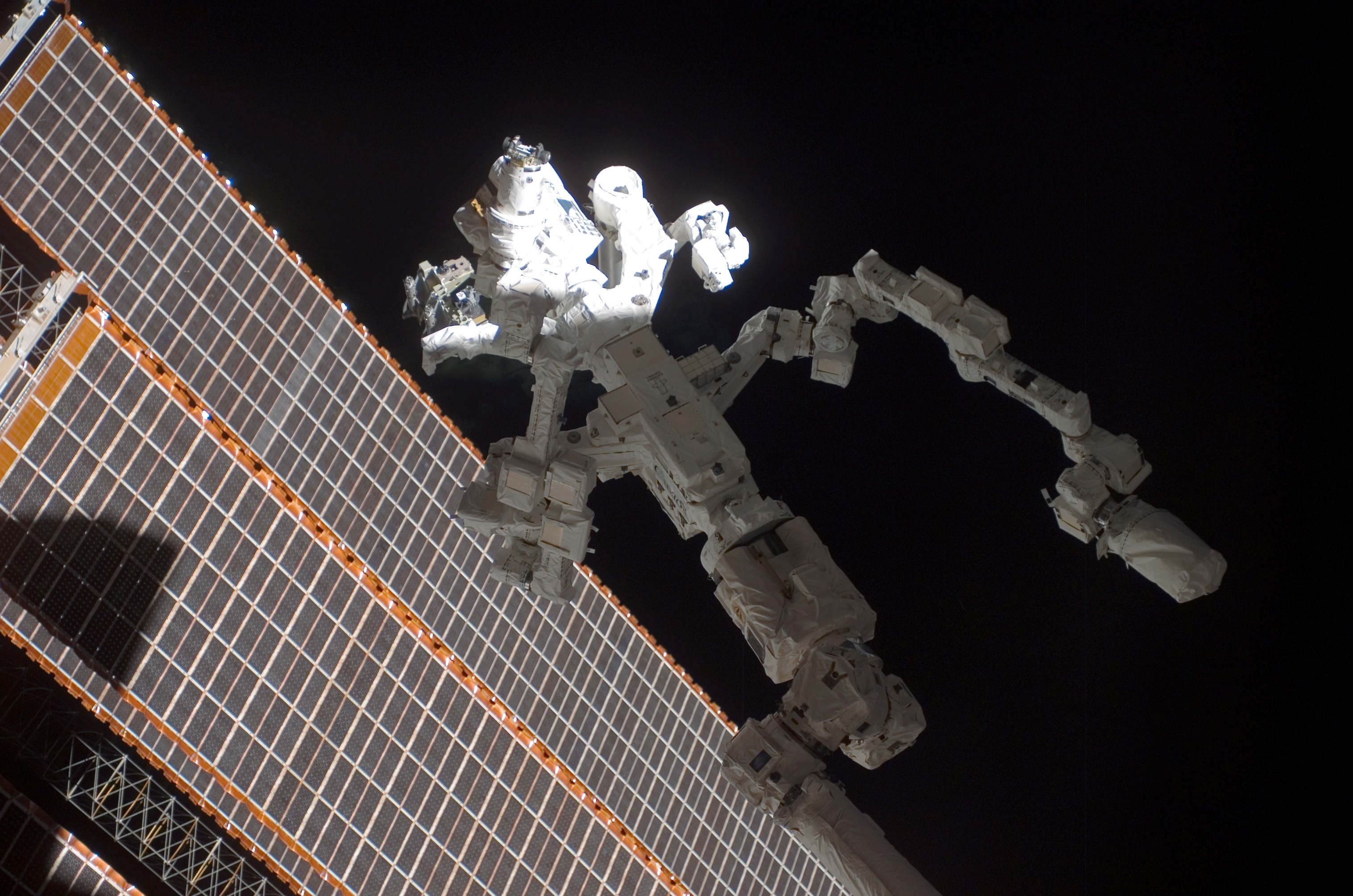
Braccio robotico Dextre agganciato al Mobile Servicing System della ISS

Lo Special Purpose Dexterous Manipulator (abbreviato SPDM, traducibile come manipolatore agile per scopi speciali) è un robot che fa parte del Mobile Servicing System ed estende le funzioni di quest'ultimo per sostituire alcune attività che avrebbero invece richiesto delle attività extraveicolari. È stato portato ed installato sulla stazione spaziale con la missione STS-123.
Lo SPDM fa parte del contributo canadese alla Stazione Spaziale, ed è stato soprannominato Dextre ed anche Canada hand, in analogia con i componenti Canadarm e Canadarm2.

## Struttura
Il componente è equipaggiato con due braccia lunghe 3 metri connesse ad un corpo principale lungo 3,5 metri, che possiede una connessione ad una sua estremità in grado di essere agganciato al braccio robotico Canadarm2, in modo da essere posizionato nelle varie posizioni attorno alla stazione. L'altra estremità presenta un meccanismo di aggancio virtualmente identico a quello del Canadarm 2, in modo da poter essere collegato alla stazione oppure essere utilizzato come una estensione.
Le due "braccia" hanno sette giunzioni che permettono la stessa flessibilità del Canadarm 2 ma con una precisione maggiore. All'estremità di entrambe è presente un sistema chiamato Orbital Replacement Unit/Tool Changeout Mechanism (OTCM), che comprende anche una telecamera, delle luci e un connettore che può trasmettere potenza, dati e video da o verso un altro dispositivo.
Il corpo inferiore possiede una coppia di telecamere a colori con luci, una piattaforma per lo stivaggio e una fondina per strumenti, che può contenerne fino a tre ed essere utilizzati per vari compiti.

## Scopi
Questo braccio robotico è stato progettato principalmente per effettuare delle attività all'esterno della stazione spaziale, ed è flessibile e robusto per portare a termine molti tipi di compiti nello spazio. Sarà tipicamente utilizzato per operazioni come la sostituzione di batterie pesanti 100 kg. La gamma di dimensioni degli oggetti manipolabili può variare fino ad oggetti piccoli come una scatola da scarpe, anche se essi dovranno soddisfare alcuni vincoli fisici e funzionali. Non è possibile infatti afferrare qualunque cosa, ma un oggetto che possiede uno dei quattro tipi di interfacce compatibili.

## Progetto e consegna

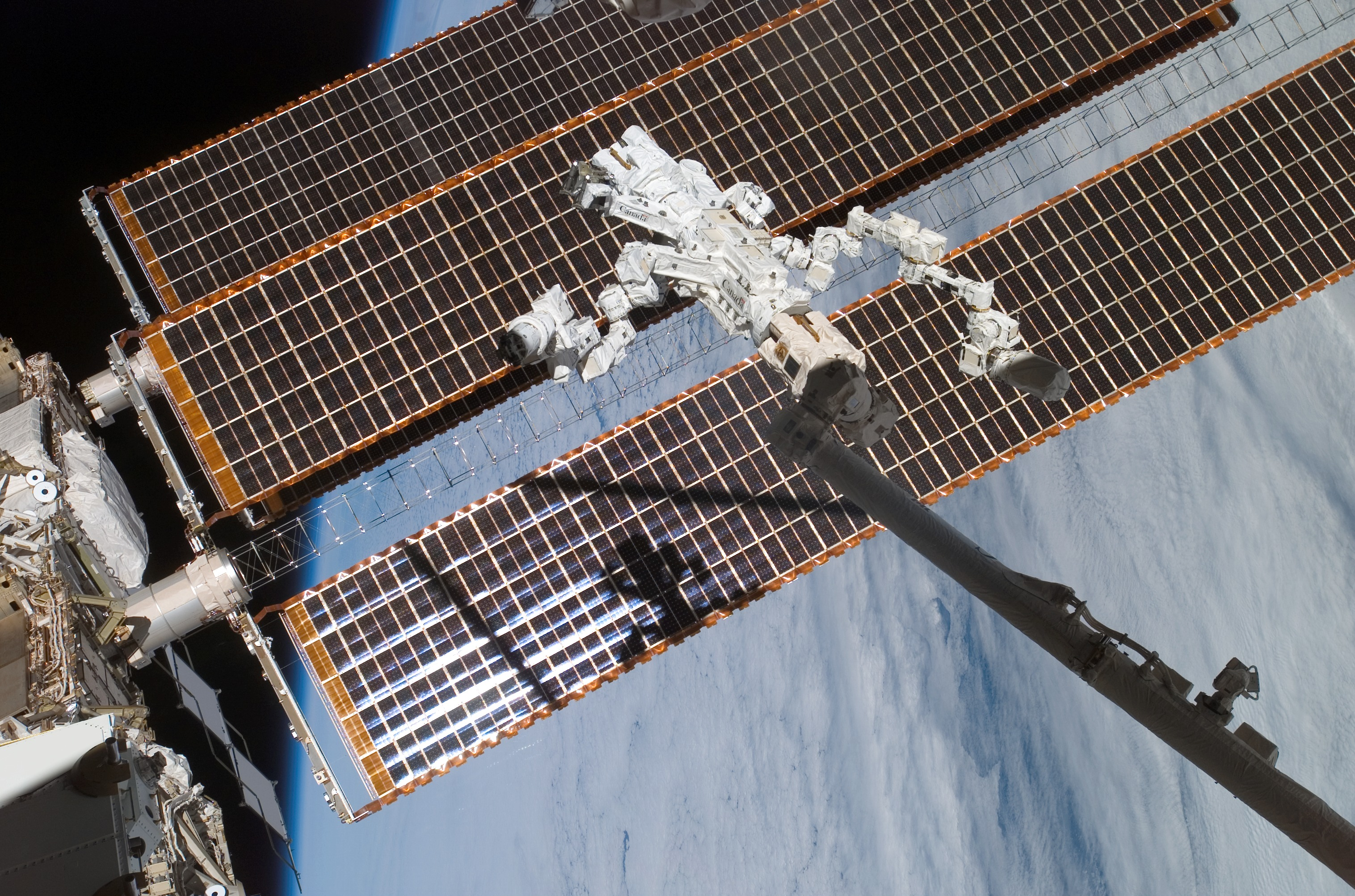
Dextre connesso con il braccio robotico della ISS durante la missione STS-123

L'SPDM è stato progettato e costruito dalla MDA Space Missions che ha ricevuto la commissione dalla Canadian Space Agency. Quest'ultima si occuperà le operazioni future del componente e l'addestramento degli equipaggi della stazione.
Dopo aver completato tutti i test necessari, è stato trasportato al Kennedy Space Center a metà giugno 2007. Durante la missione STS-123, esso è stato installato tramite tre passeggiate spaziali.

## Altri utilizzi
All'inizio dell'agosto 2004, la NASA ha dichiarato la sua intenzione di utilizzare il dispositivo come componente robotico per la missione di recupero del telescopio spaziale Hubble, tuttavia la missione è stata cancellata e sostituita a favore di una missione di manutenzione, la STS-125.